# NGC 1404
NGC 1404 је елиптична галаксија у сазвежђу Еридан која се налази на NGC листи објеката дубоког неба.
Деклинација објекта је - 35° 35' 34" а ректасцензија 3h 38m 51,7s. Привидна величина (магнитуда) објекта NGC 1404 износи 10,0 а фотографска магнитуда 11,0. Налази се на удаљености од 18,934 милиона парсека од Сунца. NGC 1404 је још познат и под ознакама ESO 358-46, MCG -6-9-13, FCC 219, PGC 13433.